# Lisa Edelstein
Lisa Edelstein (* 21. května 1967 Boston) je americká herečka a dramatička. Účinkovala jako Dr. Lisa Cuddyová v kritiky uznávaném seriálu televize Fox, Dr. House.

## Životopis
Lisa Edelstein se narodila židovským rodičům Alvinovi a Bonnie Edelsteinovým v Bostonu, Massachusetts, USA. Její otec je momentálně pediatrem v New Jersey. Jako nejmladší ze tří dětí šla do Wayne v New Jersey a byla přijata na střední školu Wayne Valley High School, kde v roce 1984 maturovala. V osmdesátých letech se přestěhovala do New Yorku, kde studovala divadlo na New York University's Tisch School of the Fine Arts.

## Kariéra
Lisa použila svou znovu nalezenou osobnost na psaní, komponování a účinkování v originálním muzikálu Positive Me jako odpověď na zvyšující se krizi AIDS v 80. letech. Začátkem 90. let hostovala v komediálních sitcomech Jsem do tebe blázen, Křídla, The Larry Sanders Show a Show Jerryho Seinfelda, kde hrála frustrovanou přítelkyni George Costanzy.
Větší role v televizních dramatech přišly brzy (Relativity v 1996, Západní křídlo v 1999, Ally McBealová v 2000 a Felicity v roku 2001). Pokračovalo účinkování v televizních seriálech Pohotovost, Frasier, Just Shoot Me, Beze stopy a Soudkyně Amy. Edelsteinina filmografie zahrnuje i filmy Po čem ženy touží s Melem Gibsonem, Rabín, kněz a krásná blondýna s Benem Stillerem, Lepší už to nebude s Jackem Nicholsonem a Bláznivá školka s Eddiem Murphym.
Mezi lety 2004-2011 se objevovala na televizních obrazovkách prostřednictvím seriálu Dr. House v roli Dr. Lisy Cuddyové, šéfky nemocnice Princeton-Plainsboro, která se stala kamarádkou a později i přítelkyní hlavní postavy seriálu Gregoryho House (Hugh Laurie). V květnu 2011 oznámila, že se již neobjeví v osmé a poslední sérii seriálu.
V červnu 2011 se objevila ve třech epizodách seriálu The Good Wife a v roce 2013 se objevila v seriálech Skandál a Castle na zabití.
V roce 2014 získala roli Abby McCarthy v seriálu stanice Bravo Girlfriend's Guide to Divorce. Premiéru měl seriálu 2. prosince 2014.

## Filmografie

### Film
| Rok  | Název                           | Role             |
| ---- | ------------------------------- | ---------------- |
| 1991 | The Doors                       | Kosmetička       |
| 1997 | Lepší už to nebude              | Žena za stopem   |
| 1998 | Susanin plán                    | Penny Myersová   |
| 1999 | 30 dní                          | Danielle         |
| 2000 | Po čem ženy touží               | Dina             |
| 2000 | Rabín, kněz a krásná blondýna   | Ali Decker       |
| 2001 | Black River                     | Laura            |
| 2003 | Dětská školka                   | Crispinova matka |
| 2005 | Říkej mi strýčku                | Sarah Faberová   |
| 2013 | She Loves Me Not                | Amy              |
| 2016 | Joshy                           | Claudia          |
| 2021 | Dr. Bird's Advice for Sad Poets | Elly             |

### Televize
| Rok             | Název                                                        | Role                      | Poznámky |
| --------------- | ------------------------------------------------------------ | ------------------------- | --- |
| 1992            | Právo v Los Angeles                                          | Francine Flicker          | díl: „My Friend Flicker“ |
| 1992            | Jsem do tebe blázen                                          | Lynne Stoddard            | díl: „Bývalá přítelkyně“ |
| 1993            | Zeptejte se Cindy                                            | Robin                     | díl: „The Kiss“ |
| 1993            | Show Jerryho Seinfelda                                       | Karen                     | 2 díly |
| 1993            | Křídla                                                       | Marsha Peebles            | díl: „Labor Pains“ |
| 1994            | The Larry Sanders Show                                       | Diane French              | díl: „The Mr. Sharon Stone Show“ |
| 1994            | Wild Oats                                                    | Unknown                   | díl: „Pilot“ |
| 1995–97         | Skoro dokonalá                                               | Patty Karp                | 9 dílů |
| 1995            | Partners                                                     | Cindy Wolfe               | díl: „Who's Afraid of Ron and Cindy Wolfe?“ |
| 1995            | Superman                                                     | Mercy Graves              | 8 dílů |
| 1996            | Ned a Stacey                                                 | Janine                    | díl: „Friends and Lovers“ |
| 1996–97         | Relativity                                                   | Rhonda Roth               | 17 dílů |
| 1997            | Pohotovost                                                   | Aggi Orton                | díl: „Ambush“ |
| 1998            | Třeba mě sežer                                               | Erin Simons               | díl: „Past“ |
| 1998            | Frasier                                                      | Caitlin                   | díl: „Frasier to musí mít “ |
| 1998            | Nebezpečné podezření                                         | Beth Sussman              | televizní film |
| 1999            | Studio sport                                                 | Bobbi Bernstein           | 3 díly |
| 1999–2000       | Západní křídlo                                               | Laurie "Brittany" Rollins | 5 dílů |
| 2000            | Grosse Pointe                                                | Shawn Shapiro             | díl: „Satisfaction“ |
| 2000–01         | Ally McBealová                                               | Cindy McCauliff           | 5 dílů |
| 2001            | Městečko Black River                                         | Laura                     | Television movie |
| 2001–02         | Felicity                                                     | Lauren                    | 6 dílů |
| 2002            | Erotománie                                                   | Charlotte                 | televizní film |
| 2002            | Leap of Faith                                                | Patty                     | 6 dílů |
| 2003            | A Date with Darkness: The Trial and Capture of Andrew Luster | Maeve Fox                 | televizní film |
| 2003            | Beze stopy                                                   | Dr. Lianna Sardo          | díl: „Moving On“ |
| 2003            | Advokáti                                                     | Diane Ward                | 2 díly |
| 2003            | Liga spravedlivých                                           | Mercy Graves              | 2 díly |
| 2004            | Soudkyně Amy                                                 | Sylvia Danforth           | díl: „The Quick and the Dead“ |
| 2004–11         | Dr. House                                                    | Lisa Cuddy                | 153 dílů People's Choice Award v kategorii nejoblíbenější TV herečka (drama) Satellite Award v kategorii nejlepší ženský herecký výkon v seriálu, minisérii nebo TV filmu nominace—Screen Actors Guild Award v kategorii nejlepší obsazení (drama) |
| 2005            | Justice League Unlimited                                     | Mercy Graves              | díl: „Clash“ |
| 2005            | Mezi otci a syny                                             | Irene                     | televizní film |
| 2007            | Tatík Hill a spol.                                           | Alexis                    | díl: „The Powder Puff Boys“ |
| 2007–11         | Americká táta                                                | Sharri Rothberg           | 6 dílů |
| 2008            | Speciální zásilka                                            | Maxine Carter             | televizní film |
| 2011            | Childrens Hospital                                           | Sama sebe/Lisa Cuddy      | díl: „Run, Dr. Lola Spratt, Run!“ |
| 2011            | Dobrá manželka                                               | Celeste Serano            | 3 díly |
| 2011            | Paul The Male Matchmaker                                     | Jillian                   | díl: „Know When You Are Not Ready“ |
| 2012            | Krásná řeznice                                               | Kelly Siegler             | televizní film |
| 2012            | Sherlock Holmes: Jak prosté                                  | Heather Van Owen          | díl: „The Long Fuse“ |
| 2013            | Profesionální lháři                                          | Brynn                     | 2 díly |
| 2013            | Skandál                                                      | Sarah Stanner             | díl: „Top of the Hour“ |
| 2013            | Castle na zabití                                             | Rachel McCord             | 3 díly |
| 2013–14         | Legenda Korry                                                | Kya                       | 14 dílů |
| 2014– 2018      | Jak přežít rozvod                                            | Abby McCarthy             | hlavní role, 13 dílů |
| 2018–2019       | Dobrý doktor                                                 | Dr. Marina Blaize         | vedlejší role, 6 dílů |
| 2018–2019, 2021 | Kominského metoda                                            | Phoebe                    | vedlejší role nominace—Screen Actors Guild Award v kategorii nejlepší obsazení (drama) |
| 2021            | V plamenech                                                  | Gwyneth Morgan            | vedlejší role, 5 dílů |